# Grön groplöpare
Grön groplöpare (Elaphrus riparius) är en skalbaggsart som beskrevs av Linnaeus. Grön groplöpare ingår i släktet Elaphrus och familjen jordlöpare. Arten är reproducerande i Sverige. Inga underarter finns listade i Catalogue of Life.

## Bildgalleri

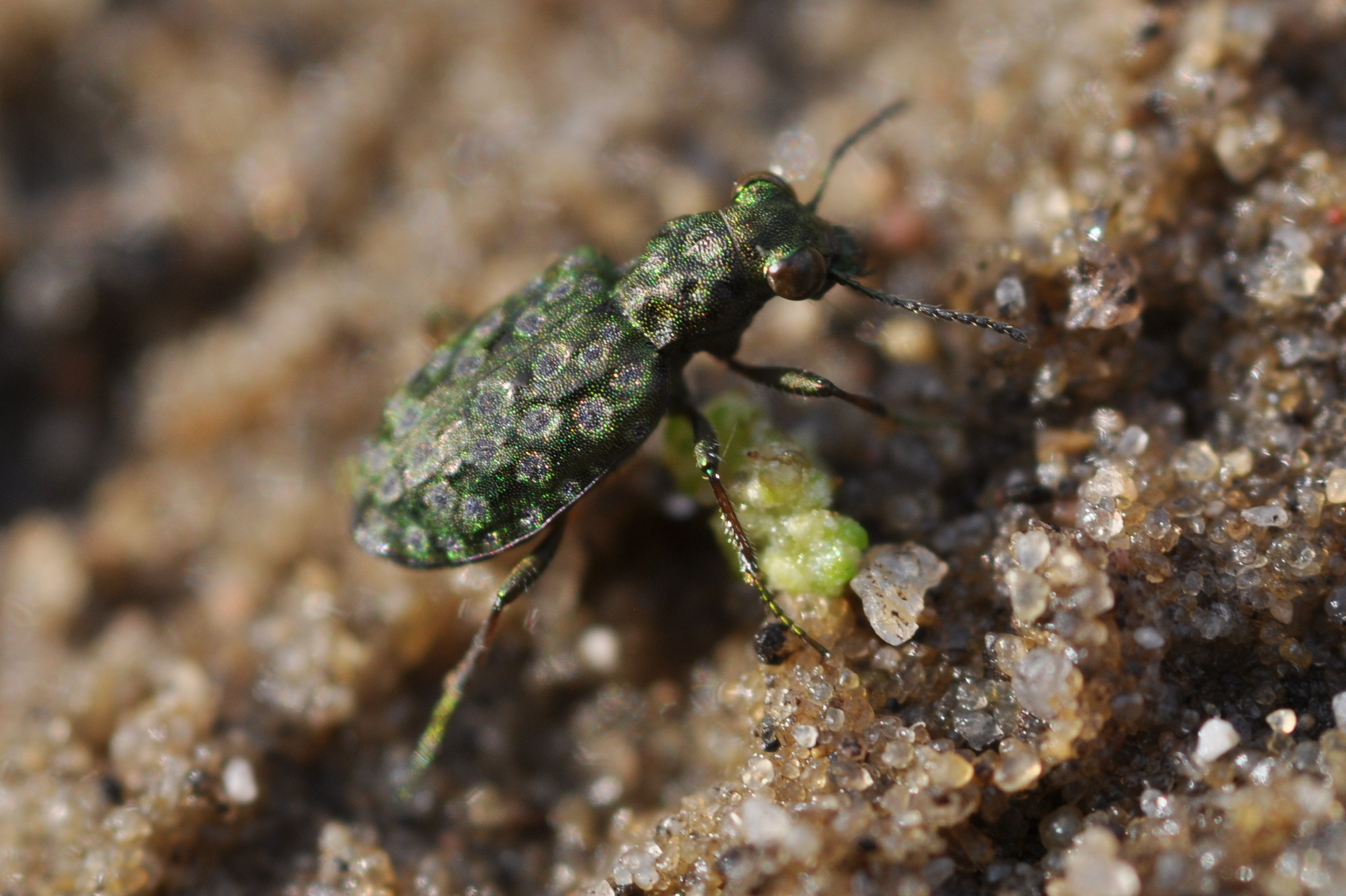
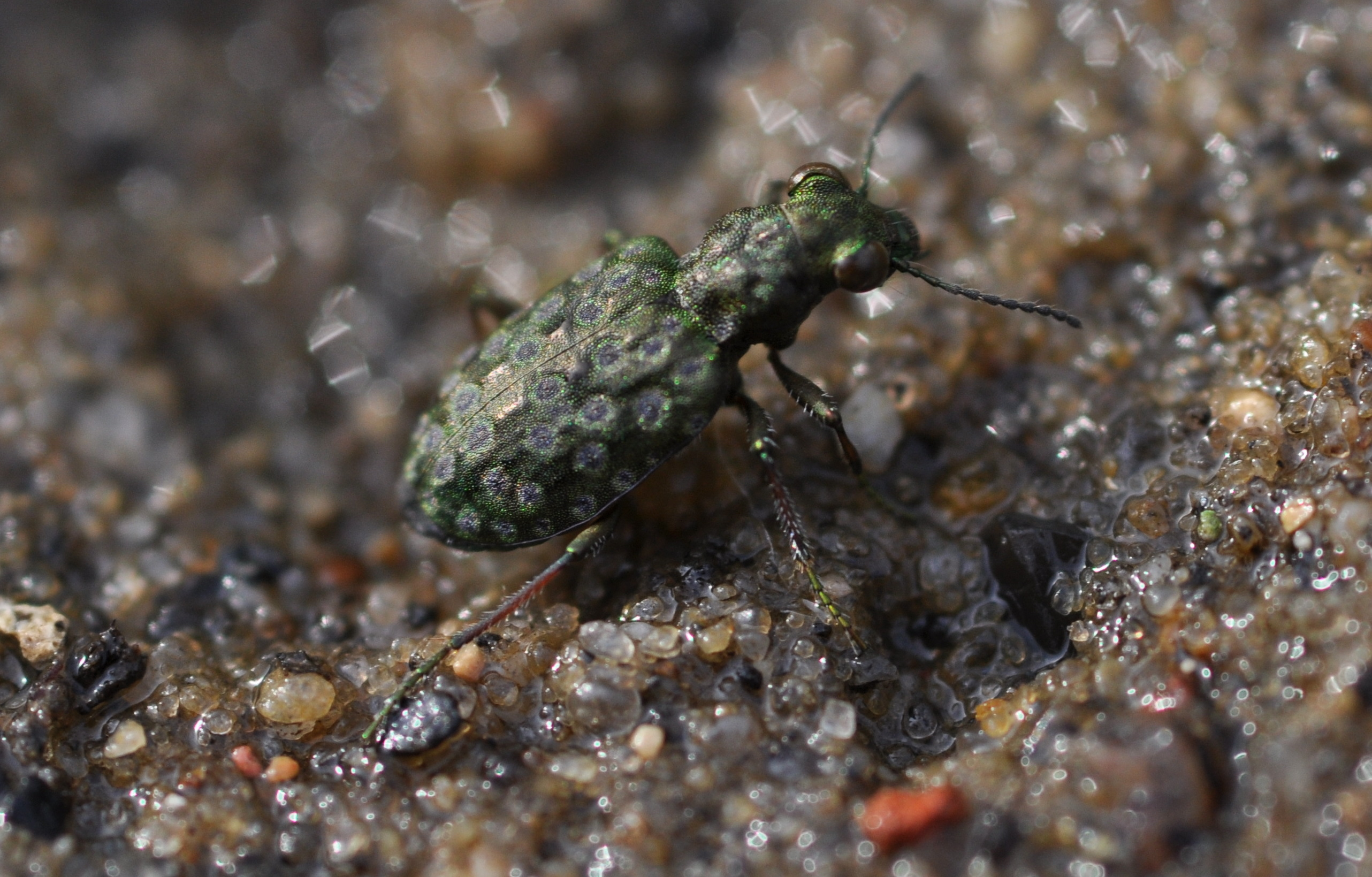
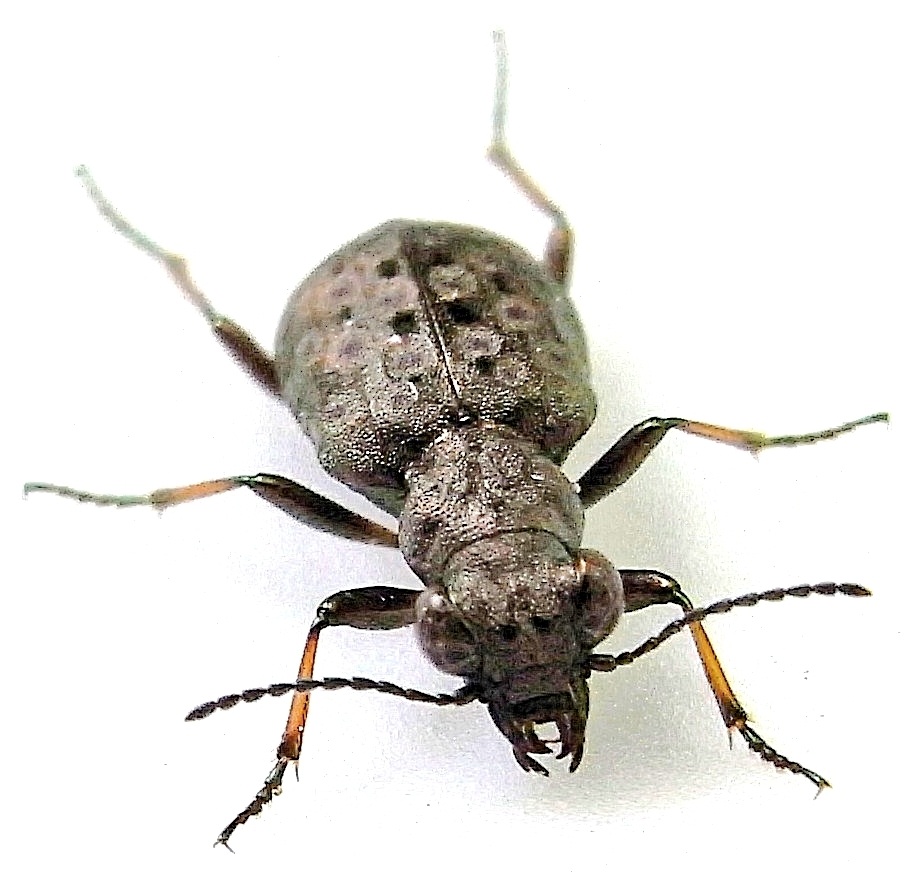
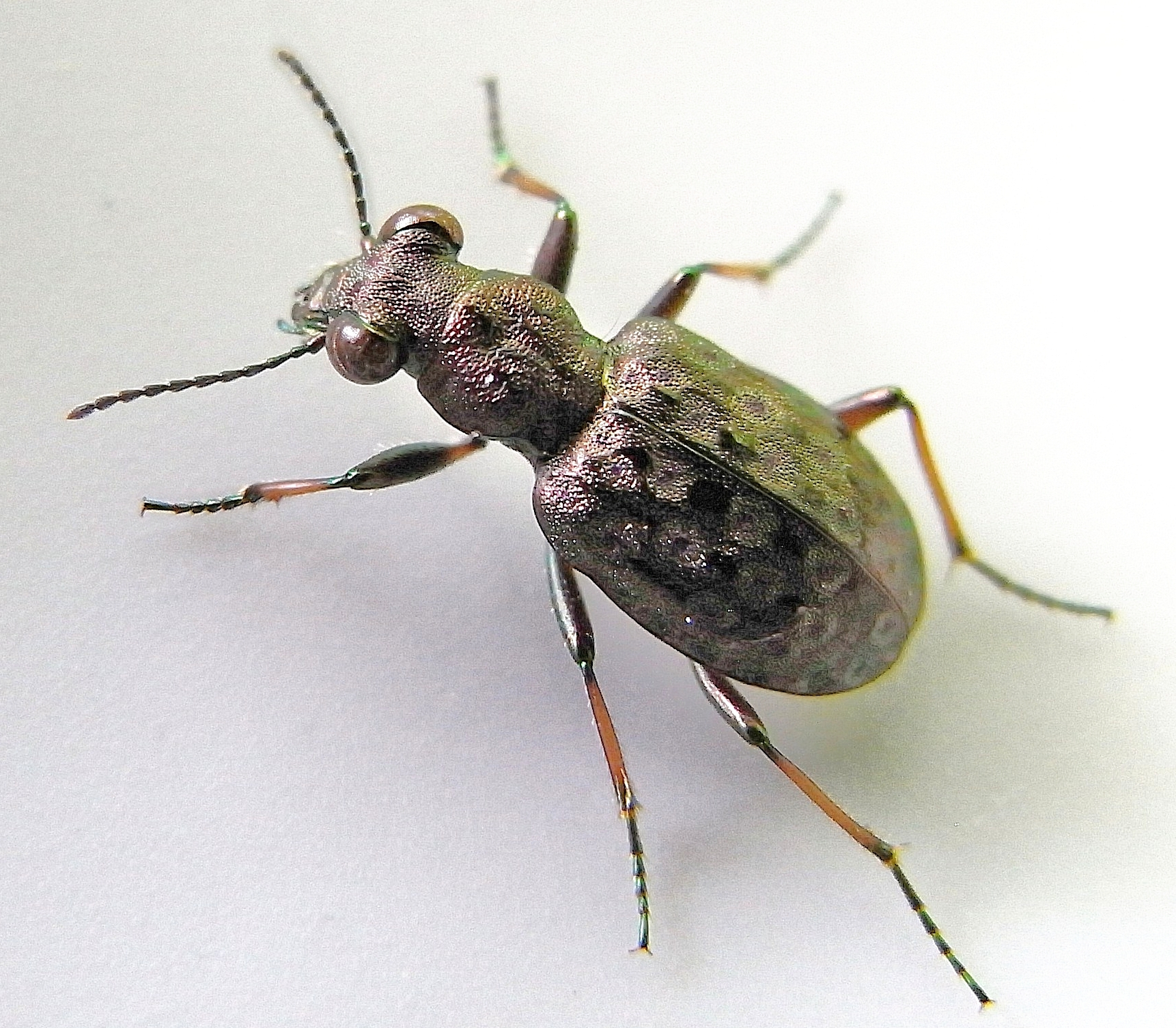
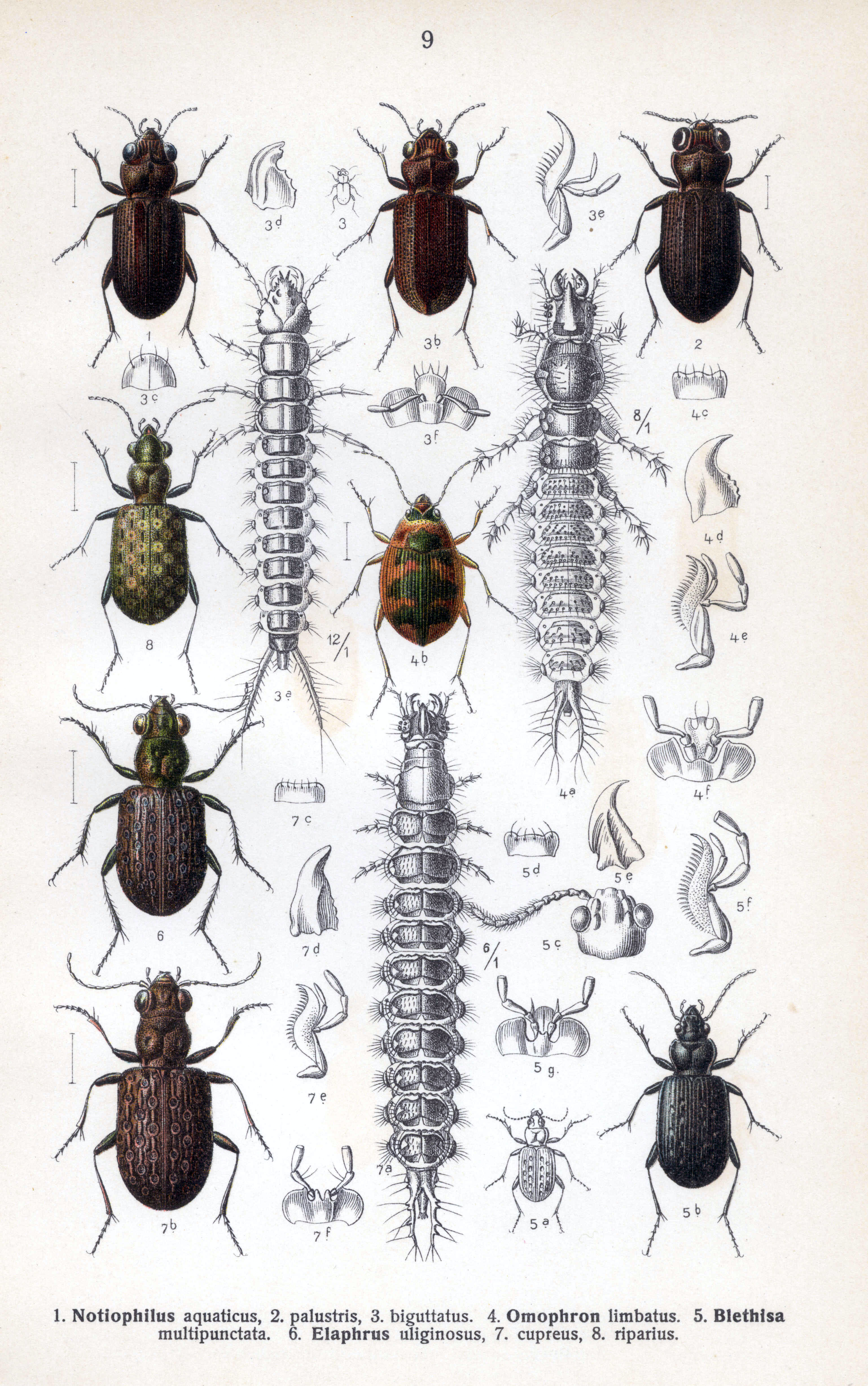